# Oberkrähwald

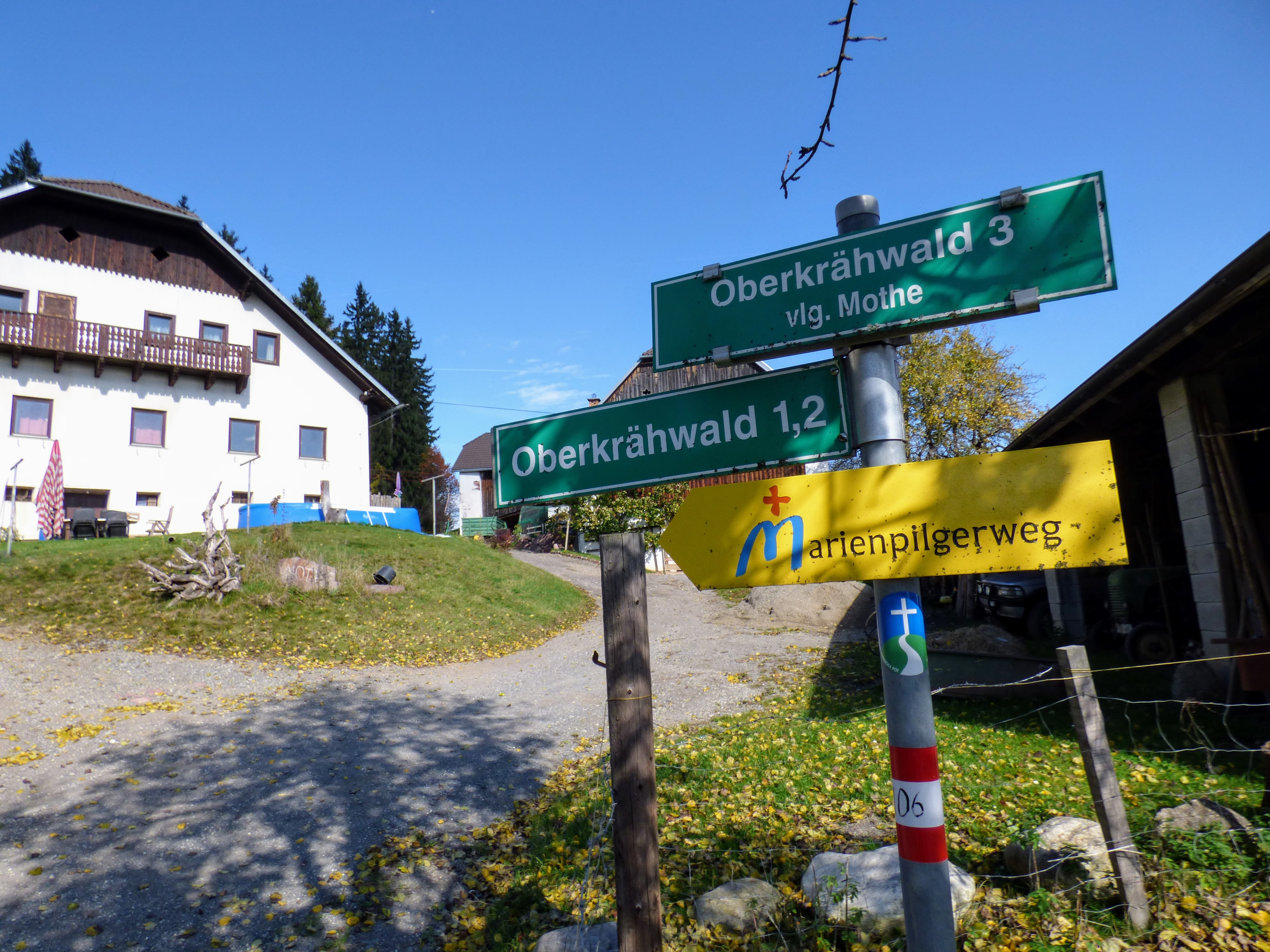
Wegweiser vor Mothe

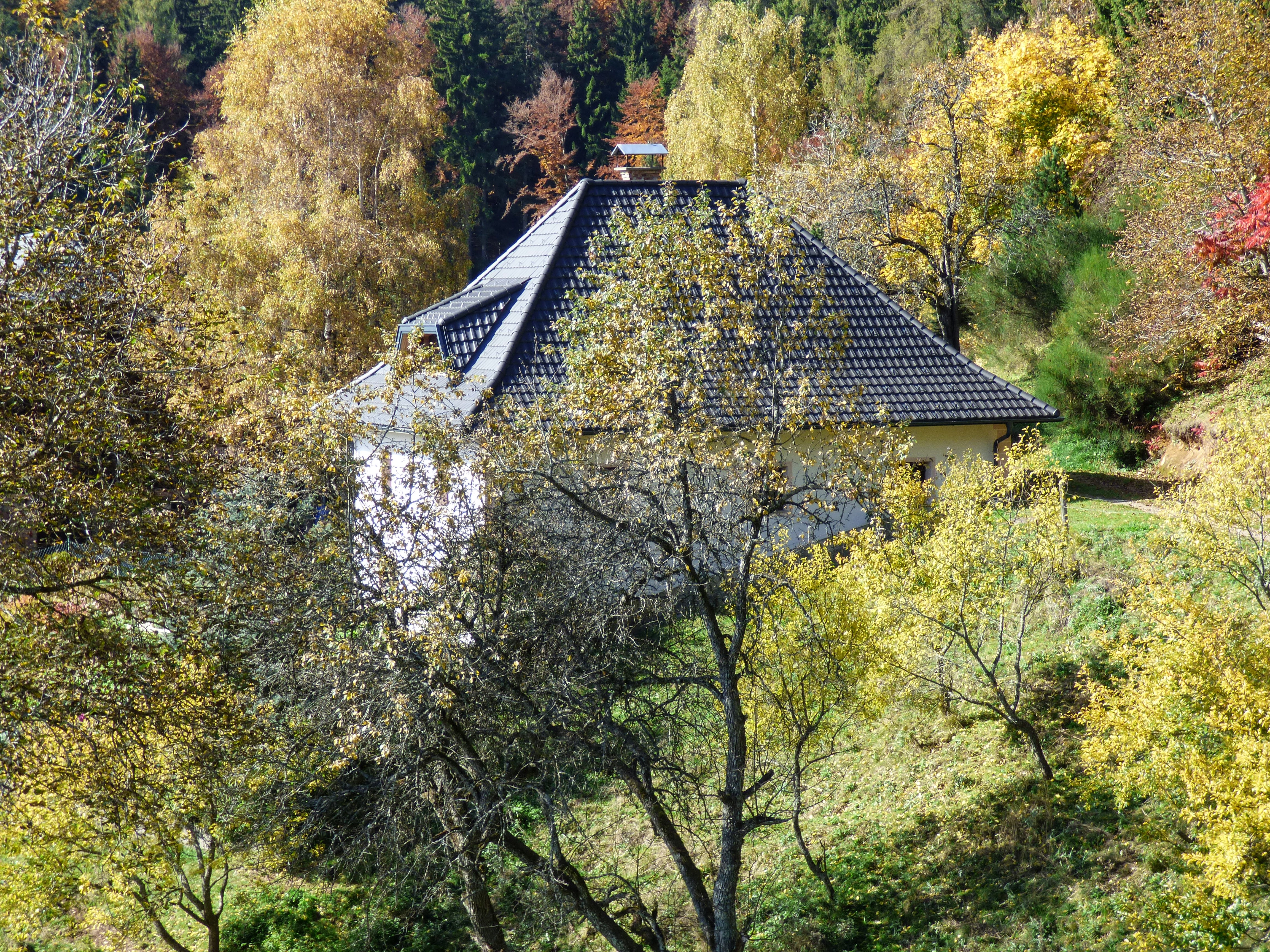
Huber

Oberkrähwald ist eine Ortschaft in der Gemeinde Brückl im Bezirk Sankt Veit an der Glan in Kärnten. Die Ortschaft hat 13 Einwohner (Stand 1. Jänner 2024). Sie liegt auf dem Gebiet der Katastralgemeinde St. Filippen.

## Lage
Die Ortschaft liegt an den Hängen des Lippekogels, einem Ausläufer des Magdalensbergs. Die Ortschaft ist nur auf einer unbefestigten Straße erreichbar, auf der auf 5 km Länge etwa 500 Höhenmeter überwunden werden müssen. Zum Ort gehören die Höfe Mothe (Nr. 3) und Huber/Hubner (Nr. 2). Hingegen sind die Höfe Lippe (Nr. 1; nördlich von Huber), Adrian (Nr. 4; dort, wo heute der Sender steht) und Keuschenbauer (Nr. 5; südlich vom Mothe) im 20. Jahrhundert abgekommen.

## Geschichte
In der ersten Hälfte des 19. Jahrhunderts gehörte der Ort zum Steuerbezirk Osterwitz. Bei Gründung der Ortsgemeinden im Zuge der Reformen nach der Revolution 1848/49 kam der Ort an die Gemeinde St. Filippen. Seit der Gemeindezusammenlegung 1865 gehörte die Ortschaft zur Gemeinde Brückl, die bis 1915 den Namen St. Johann am Brückl führte. Durch die Land- und Höhenflucht ging die Einwohnerzahl des Ortes ab Mitte des 19. Jahrhunderts drastisch zurück.

## Bevölkerungsentwicklung
Für die Ortschaft ermittelte man folgende Einwohnerzahlen:
- 1869: 5 Häuser, 50 Einwohner[2]
- 1880: 5 Häuser, 36 Einwohner[3]
- 1890: 5 Häuser, 38 Einwohner[4]
- 1900: 5 Häuser, 31 Einwohner[5]
- 1910: 5 Häuser, 16 Einwohner[6]
- 1923: 5 Häuser, 17 Einwohner[7]
- 1934: 18 Einwohner[8]
- 1961: 2 Häuser, 13 Einwohner[9]
- 2001: 3 Gebäude (davon 1 mit Hauptwohnsitz) mit 1 Wohnung; 1 Einwohner und 0 Nebenwohnsitzfälle; 1 Haushalt; 0 Arbeitsstätten, 1 land- und forstwirtschaftlicher Betrieb[10]
- 2011: 2 Gebäude, 1 Einwohner, 1 Haushalt, 0 Arbeitsstätten[11]
- 2021: 2 Gebäude, 2 Einwohner, 1 Haushalt, 0 Arbeitsstätten[12]